# 青森県道37号弘前柏線
青森県道37号弘前柏線（あおもりけんどう37ごう ひろさきかしわせん）は、青森県弘前市とつがる市を結ぶ県道（主要地方道）である。

## 概要
弘前市石渡の青森県道31号弘前鯵ケ沢線・青森県道41号弘前環状線交点から岩木川の左岸を北方向へ国道339号と平行して進み、つがる市柏で国道101号に接続する。

### 路線データ
- 実延長 : 13,517 m[要検証 – ノート][1]
- 起点：弘前市[2]（青森県道31号弘前鯵ケ沢線・青森県道41号弘前環状線交点）
- 終点：つがる市柏[2]（国道101号交点）

## 歴史
- 1983年（昭和58年）1月11日 - 県道に認定される[2]。
- 1993年（平成5年）5月11日 - 建設省により県道弘前柏線が主要地方道弘前柏線に指定される[3]。

## 路線状況
1998年（平成10年）には弘前市三和地区から鶴田町野木地区の区間、2000年（平成12年）12月27日には鶴田町野木地区から木筒地区の区間、2007年（平成19年）12月にはつがる市柏地区で、それぞれバイパス工事がそれぞれ完了し、供用開始した。これにより、弘前市三和地区からつがる市柏地区までは時間短縮が図られた。
2007年（平成19年）12月30日には弘前市新和地区に架かる新桂橋架け替え工事が完了し、供用開始した。

### 重複区間
- 青森県道41号弘前環状線 : 起点 - 弘前市町田
- 青森県道131号前坂藤崎線 : 弘前市中崎 - 弘前市三世寺
- 青森県道35号五所川原岩木線 : 弘前市青女子地内
- 青森県道154号妙堂崎五所川原線 : つがる市柏地内

## 地理

### 通過する自治体
- 弘前市
- 北津軽郡鶴田町
- つがる市

### 交差する道路
- 青森県道31号弘前鯵ケ沢線・青森県道41号弘前環状線（弘前市石渡、起点）
- 青森県道41号弘前環状線（弘前市町田3丁目）
- 青森県道131号前坂藤崎線（弘前市中崎）
- 青森県道131号前坂藤崎線（弘前市三世寺）
- 青森県道35号五所川原岩木線（弘前市青女子）
- 青森県道35号五所川原岩木線（弘前市青女子）
- 青森県道133号鬼沢種市線（弘前市種市）
- 青森県道125号小友板柳停車場線（弘前市種市）
- 青森県道200号米山菖蒲川線（北津軽郡鶴田町野木）
- 青森県道153号山田鶴田線（北津軽郡鶴田町木筒）
- 青森県道154号妙堂崎五所川原線（つがる市柏桑野木田）
- 青森県道154号妙堂崎五所川原線（つがる市柏広須）
- 国道101号・青森県道241号木造停車場線（つがる市柏広須、終点）